# نوال زميت
نوال زميت، ممثلة جزائرية من مواليد 1974 في الجزائر العاصمة، دخلت عالم الفن وهي صغيرة جداً في فرقة البالي، كما كانت عضو في فرقة البالي للديوان الوطني للثقافة والإتصال، وكانت تعمل مضيفة طيران، شاركت في عدة مسرحيات خاصة مع المخرجة فوزية آيت الحاج في مسرحية «حب وجنون»، وشاركت كذلك في إنتاج جزائري فرنسي مع الممثلة الكبيرة بيونة في فيلم «بالوما» وفيلم «الجرة»، بالإضافة إلى عدة أعمال أخرى من بينهما، مسلسل اللاعب، معاناة امرأة، قلوب في صراع، دار البهجة، وغيرها.

## بعض أعمالها
- 2004 : اللاعب
- 2008 : قلوب في صراع
- 2013 : دار البهجة
- 2014 : معاناة إمرأة
- 2018 : بنات سي طاهر